# هيرويوكي كاواشيما
هيرويوكي كاواشيما (باليابانية: 川島博之) (و. 1953 – م) هو عالم زراعة، من اليابان، ولد في طوكيو.

## مناصب وهيئات
أدار جامعة طوكيو.